# Giappone ai Giochi della XXI Olimpiade
Il Giappone partecipò ai Giochi della XXI Olimpiade che si sono svolti a Montréal dal 17 luglio al 1º agosto 1976, con una delegazione di 213 atleti impegnati in 20 discipline per un totale di 119 competizioni. Portabandiera alla cerimonia di apertura fu il pallavolista Katsutoshi Nekoda, palleggiatore della squadra vincitrice del titolo olimpico a Monaco di Baviera 1972.
Il bottino della squadra fu di 9 medaglie d'oro, 6 d'argento e 10 di bronzo, grazie alle quali il Giappone si confermò al quinto posto nel medagliere per nazioni. Le medaglie d'oro vennero dal judo, con 3 successi su 6 gare, nella ginnastica ginnastica maschile, dove i nipponici vinsero il concorso a squadre e due titoli individuali di specialità, nella lotta libera, dove vinsero due titoli, e nella pallavolo femminile. L'atleta che conquistò più medaglie fu il ginnasta Mitsuo Tsukahara che ne ottenne in tutto cinque di cui due d'oro.

## Medaglie
| Medaglia | Nome | Sport              | Evento               |
| -------- | --- | ------------------ | -------------------- |
| Oro      | Mitsuo Tsukahara | Ginnastica         | Sbarra               |
| Oro      | Sawao Katō | Ginnastica         | Parallele            |
| Oro      | Shun Fujimoto Hiroshi Kajiyama Mitsuo Tsukahara Eizō Kenmotsu Sawao Katō Hisato Igarashi                                                                                 | Ginnastica         | Concorso a squadre   |
| Oro      | Isamu Sonoda | Judo               | fino a 80 kg         |
| Oro      | Kazuhiro Ninomiya | Judo               | fino a 93 kg         |
| Oro      | Haruki Uemura | Judo               | Categoria Open       |
| Oro      | Yūji Takada | Lotta libera       | Pesi mosca           |
| Oro      | Jiichirō Date | Lotta libera       | Pesi welter          |
| Oro      | Yuko Arakida Takako Iida Katsuko Kanesaka Kiyomi Katō Echiko Maeda Noriko Matsuda Mariko Okamoto Takako Shirai Shoko Takayanagi Hiromi Yano Juri Yokoyama Mariko Yoshida | Pallavolo          | Torneo femminile     |
| Argento  | Sawao Katō | Ginnastica         | Concorso individuale |
| Argento  | Eizō Kenmotsu | Ginnastica         | Sbarra               |
| Argento  | Eizō Kenmotsu | Ginnastica         | Cavallo con maniglie |
| Argento  | Mitsuo Tsukahara | Ginnastica         | Volteggio            |
| Argento  | Koji Kuramoto | Judo               | fino a 70 kg         |
| Argento  | Hiroshi Michinaga | Tiro con l'arco    | Gara individuale     |
| Bronzo   | Mitsuo Tsukahara | Ginnastica         | Concorso individuale |
| Bronzo   | Mitsuo Tsukahara | Ginnastica         | Parallele            |
| Bronzo   | Hiroshi Kajiyama | Ginnastica         | Volteggio            |
| Bronzo   | Sumio Endo | Judo               | Pesi massimi         |
| Bronzo   | Koichiro Hirayama | Lotta greco-romana | Pesi mosca           |
| Bronzo   | Akira Kudō | Lotta libera       | Pesi mosca           |
| Bronzo   | Masao Arai | Lotta libera       | Pesi gallo           |
| Bronzo   | Yasaburo Sugawara | Lotta libera       | Pesi leggeri         |
| Bronzo   | Kenkichi Andō | Sollevamento pesi  | Pesi gallo           |
| Bronzo   | Kazumasa Hirai | Sollevamento pesi  | Pesi piuma           |

## Risultati

### Pallacanestro
- Uomini

| Atleta | Classifica |
| --- | ---------- |
| V · D · M Nazionale giapponese - Pallacanestro ai Giochi della XXI Olimpiade - Torneo maschile 4 Abe · 5 Chigusa · 6 Mori · 7 Yūki · 8 Fujimoto · 9 Numata · 10 Kuwata · 11 Yamamoto · 12 Shimizu · 13 Saitō · 14 Kitahara · 15 Hamaguchi · All. Masahiko Yoshida | 11°        |
| Nazionale giapponese - Pallacanestro ai Giochi della XXI Olimpiade - Torneo maschile |            |
| 4 Abe · 5 Chigusa · 6 Mori · 7 Yūki · 8 Fujimoto · 9 Numata · 10 Kuwata · 11 Yamamoto · 12 Shimizu · 13 Saitō · 14 Kitahara · 15 Hamaguchi · All. Masahiko Yoshida                                                                                                |            |

- Donne

| Atleta | Classifica |
| --- | ---------- |
| V · D · M Nazionale giapponese - Pallacanestro ai Giochi della XXI Olimpiade - Torneo femminile 4 Wakitashiro · 5 Yamamoto · 6 Satake · 7 Namai · 8 Miyamoto · 9 Hashimoto · 10 Ōtsuka · 11 Kadoya · 12 Aonuma · 13 Hayashida · 14 Matsuoka · 15 Fukui · All. Masatoshi Ozaki | 5°         |
| Nazionale giapponese - Pallacanestro ai Giochi della XXI Olimpiade - Torneo femminile |            |
| 4 Wakitashiro · 5 Yamamoto · 6 Satake · 7 Namai · 8 Miyamoto · 9 Hashimoto · 10 Ōtsuka · 11 Kadoya · 12 Aonuma · 13 Hayashida · 14 Matsuoka · 15 Fukui · All. Masatoshi Ozaki                                                                                                 |            |